# Simulium anatinum
Simulium anatinum es una especie de insecto del género Simulium, familia Simuliidae, orden Diptera.
Fue descrita científicamente por Wood en 1963.

## Importancia
Es vector primario de agentes patogenos como Leucocytozoon icteris, Leucocytozoon simondi, Leucocytozoon simondi.